# Пелипенко Дмитро Миколайович
Дмитро́ Мико́лайович Пелипе́нко (1978—2014) — молодший сержант, Міністерство внутрішніх справ України, учасник російсько-української війни.

## Життєпис
Народився 1978 року в місті Ленінград (РРФСР) в родині військового льотчика. Згодом родина перебралася до України. Батько 1993 року вийшов на військову пенсію у званні підполковника. 1994 року Дмитро закінчив Миколаївську середню школу № 56. Навчався на парашутному відділенні Миколаївського авіаційно-технічного спортивного клубу «Ікар», виконав 20 стрибків з парашутом. Вступив до Кременчуцького вертолітного училища цивільної авіації. 1996-го був комісований і відрахований з навчального закладу — травма голови внаслідок нещасного випадку, яка призвела до часткової втрати зору на одне око. Вивчив напам'ять таблицю для перевірки зору і приховав наслідки травми на медичній комісії, 1996 року призваний на строкову військову службу; проходив у 1-й аеромобільній дивізії Збройних Сил України на посаді командира відділення. 1997 року звільнений в запас у військовому званні молодшого сержанта. Жив у Миколаєві, працював в охоронних фірмах. Заочно навчався у місцевому філіалі Московського державного університету. Але на другому курсі покинув навчання. З 1999 року жив і працював у Дніпропетровську. 2009 року одружився.
У березні 2014 року записався до дніпропетровської Самооборони, був координатором Красногвардійского району. У вільний від основної роботи час чергував на блокпостах. В часі війни — міліціонер, батальйон патрульної служби міліції особливого призначення «Дніпро-1».
У серпні 2014 року брав участь у боях за визволення Іловайська.
29 серпня 2014 виходив з оточення з-під Іловайська у складі північної колони українських військ. Разом з побратимами був на пікапі Nissan, за кермом якого був Володимир Тугай. Шалений обстріл української колони почався після проходу першого кільця оточення росіян. Навколо пікапа вибухали бронемашини та мікроавтобуси, проте той зміг доїхати до пагорба неподалік Новокатеринівки, в якій були деякі українські сили. У заднє праве крило автомобіля влучила граната з підствольного гранатомета й відірвала ногу по коліно Павлові Мазуру — бійцю батальйону «Херсон». Дмитро Пелипенко вміло наклав джгут на ногу, хоча за спостереженням побратима, він сам зазнав контузії від цього вибуху. Пікап тим часом спустився з пагорба і в'їхав на околицю села, і став паркуватися у двір. У цей час Дмитро вистрибнув з багажника пікапа і став посеред вулиці, дивлячись на побратимів, що кликали його повернутися. Бронетранспортер, що маневрував поряд, переїхав Дмитра кормою.
Вдома лишилися мама Євгенія Леонідівна; батько Микола Іванович, старша сестра, дружина.
Похований у Дніпропетровську.
Дружина Наталія після його загибелі стала волонтеркою, працювала координатором з надання допомоги пораненим військовослужбовцям та правоохоронцям.

## Нагороди і вшанування
- 14 листопада 2014 року за особисту мужність і героїзм, виявлені у захисті державного суверенітету та територіальної цілісності України, вірність військовій присязі під час російсько-української війни, відзначений — нагороджений орденом «За мужність» III ступеня (посмертно).
- Його портрет розміщений на меморіалі «Стіна пам'яті полеглих за Україну» у Києві: секція 3, ряд 10, місце 24
- Вшановується 29 серпня на щоденному ранковому церемоніалі вшанування українських захисників, які загинули цього дня у різні роки внаслідок російської збройної агресії[2]
- Іловайський Хрест (посмертно)